# Häselich
Häselich ist ein Ort in der Gemeinde Müglitztal im Landkreis Sächsische Schweiz-Osterzgebirge, Sachsen.

## Geographie
Häselich liegt im Süden der Gemeinde Müglitztal. Es befindet sich an der Müglitz in deren tief eingeschnittenem Tal südöstlich von Dresden. Es umfasst den orografisch rechts der Müglitz gelegenen Teil des Ortsteils Mühlbach und liegt in einer eigenen Gemarkung. Häselich ist ein Waldhufendorf. Die Waldhufenflur hatte 1842 eine Fläche von etwa 52 Hektar. Sie zieht sich südöstlich des Ortes die bewaldeten Steilhänge hinauf, ohne die Hochfläche zu erreichen. Der Ortskern liegt an der Straße Im Grunde. Wichtigste Straße im Ort ist die Müglitztalstraße, weitere benannte Straßen sind der Großröhrsdorfer Weg und die Bergstraße. Benachbarte Orte sind Mühlbach im Westen und Burkhardswalde im Nordosten. Nächstgelegene Orte in südöstlicher Richtung sind die Liebstädter Ortsteile Biensdorf und Großröhrsdorf. Auf Häselicher Flur liegt der Haltepunkt Mühlbach der Bahnstrecke Heidenau–Kurort Altenberg.

## Geschichte

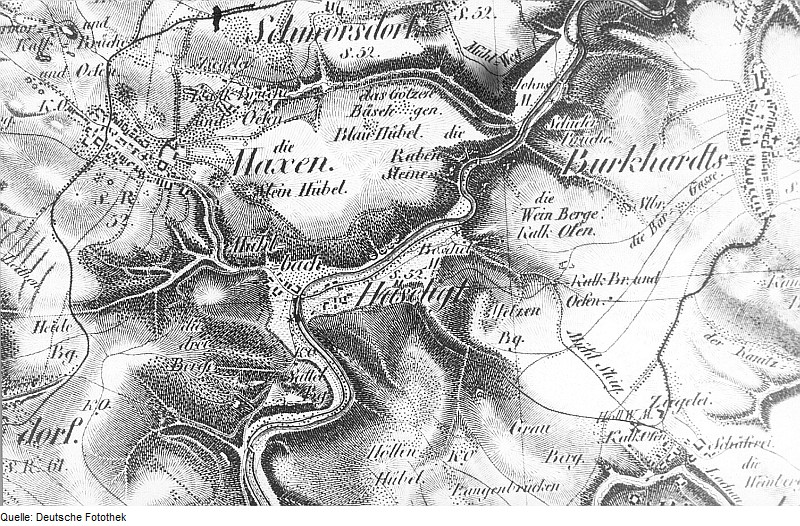
„Häseligt“ auf einer Karte aus dem 19. Jahrhundert

Der Ortsname ist deutschen Ursprungs und bedeutet „Siedlung am Haselgebüsch“. Den gleichen Namensursprung haben unter anderem der Ort Oberhäslich bei Dippoldiswalde und Heeselicht bei Stolpen. Als „Heselich“ wurde der Ort 1408 erstmals urkundlich erwähnt. Danach waren mehrere unterschiedliche Schreibweisen in Gebrauch, darunter „Heßlicht“, „Heselicht“ und „Häseligt“.
Die Besitzer des Rittergutes im nahen Maxen übten ab dem 16. Jahrhundert die Grundherrschaft in dem Ort aus. Eingepfarrt war Häselich im 16. Jahrhundert nach Burkhardswalde, dann nach Maxen. Die Verwaltung oblag zunächst dem Amt Pirna und 1856 dann dem Gerichtsamt Pirna. Bis etwa 1860 gehörte Häselich wegen seiner geringen Größe als Ortsteil zur Landgemeinde Maxen, dann kam es zur neugebildeten Landgemeinde Mühlbach. Als Teil Mühlbachs gehörte Häselich 1875 zur Amtshauptmannschaft Pirna, in der Zeit der DDR dann zum Kreis Pirna. Kommunale Selbstständigkeit erreichte Häselich nie. Deshalb bildet es auch heute keinen eigenständigen Ortsteil Müglitztals, sondern gehört nach wie vor zu Mühlbach.

## Einwohnerentwicklung
| Jahr | Einwohner                                 |
| ---- | ----------------------------------------- |
| 1551 | 11 besessene Mann, 1 Häusler, 26 Inwohner |
| 1764 | 1 besessener Mann, 9 Gärtner, 7 Häusler   |
| 1834 | 57                                        |
| 1871 | 78                                        |
| 1890 | 120                                       |
| 1910 | siehe Mühlbach                            |